# Joseph Lamothe
Joseph Lamothe, död 1891, var president för den provisoriska regeringen i Haiti 26 juli-2 oktober 1879. Han var officer och var vid detta tillfälle general och kommendant i departementet Ouest.